# Apristurus parvipinnis
Apristurus parvipinnis és un peix de la família dels esciliorrínids i de l'ordre dels carcariniformes.

## Morfologia
Els mascles poden arribar als 48 cm de longitud total i les femelles als 52.

## Reproducció
És ovípar.

## Distribució geogràfica
Es troba a les costes de Colòmbia, Guaiana Francesa, Mèxic, Panamà i Florida (Estats Units).